# Cinigiano
Cinigiano – miejscowość i gmina we Włoszech, w regionie Toskania, w prowincji Grosseto.
Według danych na rok 2004 gminę zamieszkiwały 2692 osoby, 16,7 os./km².